# NGC 7309
NGC 7309 (другие обозначения — PGC 69183, MCG -2-57-16, IRAS22317-1036) — спиральная галактика с перемычкой (SBc) в созвездии Водолей.
Этот объект входит в число перечисленных в оригинальной редакции «Нового общего каталога».